# Melidora macrorrhina
Melidora macrorrhina là một loài chim thuộc chi đơn loài Melidora trong họ Alcedinidae.